# Joaquín Fernández de Leiva
Joaquín Fernández de Leiva y Erdoiza, a veces reseñado Joaquín Fernández Erdoiza (Santiago, 1775-Lima, 11 de julio de 1814); abogado y político chileno, diputado en representación de Chile en las Cortes de Cádiz.
Fue hermanastro del célebre patriota Manuel Rodríguez Erdoíza.

## Biografía
Hijo del comerciante español, avecindado en Chile, Lucas Fernández de Leiva y Díaz y de María Loreto Erdoíza y Aguirre, quien casada en segundas nupcias fue madre del patriota Manuel Rodríguez. Se doctoró en leyes en la Real Universidad de San Felipe. En 1803 figuraba como vicerrector de esa corporación. Tomó como protegidos a sus hermanastros Manuel y Carlos, animándolos a seguir estudios en abogacía. Ambos dieron sus exámenes de Filosofía ante una comisión en la que él era integrante. Por aquel tiempo también se desempeñó como regidor del Cabildo de Santiago de Chile.
El 3 de febrero de 1809 se le extendió oficialmente un poder para que representara a Chile ante las Cortes de Cádiz. En tal calidad permaneció en España los años 1810, 1811 y 1812. Participó muy activamente en el debate en la Comisión de Constitución, sobre todo en lo relativo a los siguientes temas:
- La Regencia
- Reformas del sistema político en Hispanoamérica
- Señoríos
- Poder Judicial

Aparece como uno de los firmantes de la Constitución española de 1812.
En España escribía, en una muestra del sentimiento de identificación nacional que entonces comenzaba a cundir:

Mi corazón se enternece cuando me acuerdo de ese precioso suelo. Se puede decir con verdad que no hay otro Chile sino Chile
Fernández de Leiva

Terminada su participación como constituyente fue nombrado oidor de la Real Audiencia de Lima. En ese puesto falleció, en 1814.